# Lithothamnion vescum
Lithothamnion vescum Foslie, 1907  é o nome botânico  de uma espécie de algas vermelhas  pluricelulares do gênero Lithothamnion, subfamília Melobesioideae.
- São algas marinhas encontradas no Japão.

## Sinonímia
- Não apresenta sinônimos.